# Клаудия Плаколм
Клаудия Плаколм (на немски: Claudia Plakolm) е австрийска политичка от Австрийската народна партия, държавен секретар във федералното правителство на Карл Нехамер. На 9 ноември 2017 г. полага клетва като член на Националния съвет на Австрия, а от 15 май 2021 г. е федерален председател на Младежка народна партия (младежко крило на Австрийската народна партия).

## Биография
Родена е на 10 декември 1994 г. в град Линц, Австрия, в семейство на четири деца, братя и сестри, израства във Валдинг. Нейният баща Йохан Плаколм е бил кмет на Валдинг от Австрийската народна партия. През 2013 г. завършва гимназия. Учи икономика във Виенския университет по икономика и бизнес, а от 2014 г. учи бизнес образование в Линцския университет.

## Политическа дейност
През учебната 2012/13 г. става говорител на държавното училище в провинция Горна Австрия, а през 2013/14 г. тя действа като държавен председател на свързания с Австрийската народна партия Съюз на висшите студенти. През февруари 2015 г. става заместник областен председател на младежката структура на Австрийската народна партия в окръг Урфар-Умгебунг. През октомври 2016 г. е избрана за регионален председател на младежката структура на Австрийската народна партия на провинция Горна Австрия, като през април 2019 г. е преизбрана за три години. След местните избори през 2015 г. в Горна Австрия тя представлява Австрийската народна партия в общинския съвет на Валдинг, а от 2016 г. е част от изпълнителния съвет на Австрийската народна партия в Горна Австрия.
На парламентарните избори в Австрия през 2017 г. е избрана за депутат, като на 22-годишна възраст тя става най-младият депутат в Националния съвет на Австрия. В хода на формирането на федералното правителство малко след изборите за Национален съвет тя преговаря от страна на Австрийската народна партия в комисията за семейството и младежта. На 25 ноември 2017 г. е избрана за заместник федерален председател на Младежката народна партия. В парламентарния клуб на Австрийската народна партия тя действа като младежки говорител.
На парламентарните избори в Австрия през 2019 г. е втора в листата на Австрийската народна партия в Горна Австрия. Преизбрана за е депутат. Като част от коалиционните преговори за съставяне на правителство през 2019 г. тя преговаря в основната група – Социално осигуряване, Ново правосъдие и Намаляване на бедността.
През юни 2020 г. Плаколм е определена за наследник на Стефан Шньол като федерален председател на Младежката народна партия. На 15 май 2021 г. е избрана с 94,39% от гласовете за наследник на Шньол.
На 6 декември 2021 г. тя полага клетва като член на федералното правителство на Карл Нехамер като държавен секретар по въпросите на младежта и поколенията във Федералното канцлерство.